# Podróż do wnętrza Ziemi (film 1999)
Podróż do wnętrza Ziemi (ang. Journey to the Center of the Earth) – amerykański film przygodowy z 1999 roku w reżyserii George’a Trumbulla Millera, wyprodukowany przez Hallmark Channel, nawiązujący luźno do powieści Jules’a Verne’a pod tym samym tytułem.
Film otrzymał 2 nominacje do nagrody Saturna: za najlepszy film telewizyjny i dla Jeremy’ego Londona za najlepszego aktora drugoplanowego. Spotkał się jednak z negatywnymi recenzjami krytyków.

## Fabuła
Geolog Theodore Lytton, gorący zwolennik teorii ewolucji, ma problemy z zebraniem funduszy na naukową ekspedycję. Z kłopotów finansowych wybawia go młoda kobieta, Alice, która oferuje mu sporą sumę pieniędzy w zamian za zorganizowanie wyprawy mającej na celu odnalezienie jej męża, który zaginął, poszukując złota w Nowej Zelandii. Planowana ekspedycja do krainy Maorysów przerodzi się wkrótce w fascynującą podróż do wnętrza Ziemi, w której oprócz Alice i Theodore’a weźmie także udział jego siostrzeniec, Jonas.

## Obsada
Źródło: Filmweb
- Treat Williams – Theodore Lytton
- Bryan Brown – Casper Hastings
- Hugh Keays-Byrne – McNiff
- Jeremy London – Jonas Lytton
- Tushka Bergen – Alice Hastings
- Petra Yared – Ralna
- Sarah Chadwick – Mashowna
- Peter Kaa – Te Mahua
- Tessa Wels – Helen